# Skvělí milenci
Skvělí milenci (Les Amants magnifiques) je comédie-ballet od Molièra. J. B. Lully vytvořil hudební interméda. Hra měla premiéru v únoru 1670 během karnevalových slavností le Divertissement royal. Během prvního uvedení hry vystoupil na scéně naposledy Ludvík XIV. v rolích Apollóna a Jupitera.

## Charakteristika
Ačkoli Molière často využíval veršované texty, Skvělí milenci jsou psáni v próze. Choreografii pro hru sestavil Pierre Beauchamp.

## Děj
Sentimentální a romantická zápletka pojednává o dvou soupeřících princích, kteří se hádají o mladou princeznu. Ta miluje prostého vojáka, který ji zachrání před divokým kancem a chce se s ní oženit.